# Irmão Lázaro
Antonio Lázaro da Silva (Salvador, 4 de noviembre de 1966 - Feira de Santana, 19 de marzo de 2021) fue un cantante, compositor y político brasileño.

## Biografía
Durante su carrera política estuvo afiliado al Partido Liberal, fue elegido diputado federal por el Estado de Bahía y miembro del caucus evangélico. También asumió el cargo de secretario municipal de Relaciones Institucionales en Salvador.
Como músico, Lázaro formó parte de la banda Olodum, y más tarde se convirtió en solista de música cristiana. Su álbum Testimony and Praise, publicado en 2008, le dio notoriedad como artista religioso a través de canciones como «My Master», «I Love You So Much» y «I Am of Jesus», que le valió diez nominaciones para el Talent Trophy de 2009. En los años siguientes lanzó otras obras, hasta su registro final, el EP Delivery, publicado en 2019.
Murió el 19 de marzo de 2021 a los 54 años, debido a complicaciones con el COVID-19.

## Discografía
- 2000: Deus É fiel
- 2001: Te Agradeço Senhor
- 2004: Conte a Deus
- 2006: Meu Mestre
- 2008: Testemunho e Louvor
- 2009: Vai Mudar
- 2010: Um Sentimento Novo
- 2012: Quem Era Eu
- 2013: Entre Amigos
- 2014: O Mundo É Crazy
- 2015: Só Deus
- 2016: Vou Continuar Orando
- 2017: Filho chora e mãe não vê
- 2019: Entrega